# محمد غنيم (ممثل)
محمد غنيم هو ممثل وطبيب مصري. اشتهر بأدواره في مسلسلات أهل كايرو (2010)، الهروب (2012)، الصياد (2014)، الأسطورة (2016)، وضع أمني (2017) ولؤلؤ (2020).

## بدايته
حصل محمد غنيم على بكالوريوس الطب من جامعة الزقازيق وبدأ مشواره الفني في التسعينات بمسلسل أشواك الحب إلا أن بداية شهرتة الحقيقية كانت في عام 2010 بمسلسل أهل كايرو.

## أعماله

### أفلام
- 1989: قاتل مغاوري
- 2005: واحد كابوتشينو
- 2010: سفاري
- 2010: الرجل الغامض بسلامته
- 2011: كف القمر
- 2015: ريجاتا
- 2018: سوق الجمعة

### مسلسلات
- 1996: أشواك الحب الجزء الثاني
- 2002: الأصدقاء
- 2003: كناريا وشركاه
- 2005: ينابيع العشق
- 2010: أهل كايرو
- 2011: نونة المأذونة
- 2011: دوران شبرا
- 2011: الريان
- 2012: كاريوكا
- 2012: على كف عفريت
- 2012: زي الورد
- 2012: الهروب
- 2012: أخت تريز
- 2013: نقطة ضعف
- 2013: ميراث الريح
- 2013: فض اشتباك
- 2013: فرعون
- 2013: فرح ليلى
- 2013: حكاية حياة
- 2013: تحت الأرض
- 2013: الوالدة باشا
- 2014: صاحب السعادة
- 2014: شارع عبد العزيز الجزء الثاني
- 2014: الصياد
- 2015: يوميات زوجة مفروسة أوي الجزء الأول
- 2015: ذهاب وعودة
- 2015: دنيا جديدة
- 2015: بين السرايات
- 2016: سبع أرواح
- 2016: الأسطورة
- 2017: وضع أمني
- 2017: رمضان كريم
- 2017: الحلال
- 2018: للحب فرصة أخيرة
- 2018: ضد مجهول
- 2018: أرض النفاق
- 2019: ولد الغلابة
- 2019: هوجان
- 2019: لاخر نفس
- 2019: سوبر ميرو
- 2019: بركة
- 2020: لؤلؤ
- 2020: خيانة عهد
- 2020: جمال الحريم: المكتوب
- 2020: بخط الإيد
- 2020: البرنس
- 2021: وكل ما نفترق
- 2021: نسل الأغراب
- 2021: إلا أنا الجزء الثاني
- 2022: انحراف